# Juan N. Navarro
Juan N. Navarro (Michoacán, 1823 – 1914) è stato un generale e medico messicano, noto per aver preso parte alla rivoluzione messicana.
Fu il comandante delle truppe federali durante la prima battaglia di Ciudad Juárez nel maggio del 1911 contro i ribelli del generale Pascual Orozco e al termine dello scontro il generale Pancho Villa tentò di farlo fucilare, contravvenendo agli ordini di Francisco Madero.
Era noto come "El tigre de Cerro Prieto" per aver fatto massacrare i ribelli catturati e i civili presso l'omonima località del Chihuahua nel dicembre 1910. Si trattò di uno dei primi, dei tanti, crimini di guerra della rivoluzione messicana.